# Laeviphitus
Laeviphitus is een geslacht van weekdieren uit de klasse van de Gastropoda (slakken).

## Soorten
- Laeviphitus aquitanicus Lozouet, 2015 †
- Laeviphitus desbruyeresi Warén & Bouchet, 2001
- Laeviphitus japonicus Okutani, Fujikura & Sasaki, 1993
- Laeviphitus verduini van Aartsen, Bogi & Giusti, 1989